# Sorzano
Sorzano es un municipio de la comunidad autónoma de La Rioja. Está situado en la Rioja Media, a 17 km de la capital Logroño, en el valle occidental del río Iregua. El término limita con Sojuela al noroeste y Nalda al este, Entrena al norte. Al sur se sitúa una mancomunidad que comparten Sorzano, Nalda y Viguera.

## Historia
En el testamento de la reina Estefanía, viuda del rey García el de Nájera, deja a su hijo Sancho, con Viguera y otros pueblos, el de Soricano, siguiéndole Nalda.
En 1070 los reyes de Pamplona Sancho y Placencia donan al monasterio de los Santos Cosme y Damián la parte de los diezmos de su pertenencia en Viguera, Hornos, Entedigone (Entrena) "et medio molino de Solarana". Todos estos pueblos están próximos a Logroño.
Fue aldea de Nalda hasta 1632, cuando el solzanero Juan Calvo Estefanía consiguió una cédula real de Felipe IV de España, por la que la villa pasaba a ser independiente.
Los condes de Aguilar de Inestrillas, señores de Cameros, mantuvieron el señorío de la villa hasta la abolición de los señoríos y mayorazgos por las Cortes de Cádiz en el año 1811.

## Geografía humana

### Demografía
Cuenta con una población de 217 habitantes (INE 2024).
| Gráfica de evolución demográfica de Sorzano entre 1842 y 2021                                                         |
| |
| Población de derecho según los censos de población del INE. Población de hecho según los censos de población del INE. |

En Sorzano la tendencia demográfica debido al éxodo rural desde principios de siglo era negativa, sufría una pérdida de población constante. Gracias a su cercanía de Logroño y Albelda a desde principios de siglo XXI se ha conseguido parar dicha tendencia, e incluso el municipio ha ganado población, aumentando el número de niños en edad escolar y frenando el envejecimiento constante de la población.

## Administración
| Periodo   | Nombre                       | Partido       |
| --------- | ---------------------------- | ------------- |
| 1979-1983 | Primitivo Sáenz Castroviejo  | UCD           |
| 1983-1987 | José Antonio Nobajas Ruiz    | Independiente |
| 1987-1991 | Leoncio Martínez Pascual     | AP            |
| 1991-1995 | Leoncio Martínez Pascual     | PP            |
| 1995-1999 | Leoncio Martínez Pascual     | PP            |
| 1999-2003 | Leoncio Martínez Pascual     | PP            |
| 2003-2007 | Leoncio Martínez Pascual     | PP            |
| 2007-2011 | Leoncio Martínez Pascual     | PP            |
| 2011-2015 | Leoncio Martínez Pascual     | PP            |
| 2015-2019 | Alberto Ángel Rodríguez Bazo | PP            |
| 2019-2023 | Serafín Pascual Nobajas      | PP            |
| 2023-act. | Javier Poyales Regueiro      | PSOE          |

## Economía
La principal fuente de ingresos se basa en la ganadería y en la agricultura, con plantaciones de cereal, viñedo y frutales.
Sorzano es uno de los municipios pertenecientes a la Denominación de origen calificada Rioja. Pese a no contar con bodegas inscritas en la denominación, tiene una superficie total plantada de 75,16 ha de las cuales 68,58 están dedicadas al cultivo de la uva tinta y 6,58 de uva blanca.

### Evolución de la deuda viva
El concepto de deuda viva contempla solo las deudas con cajas y bancos relativas a créditos financieros, valores de renta fija y préstamos o créditos transferidos a terceros, excluyéndose, por tanto, la deuda comercial.
Entre los años 2008 a 2014 este ayuntamiento no ha tenido deuda viva.

## Lugares de interés

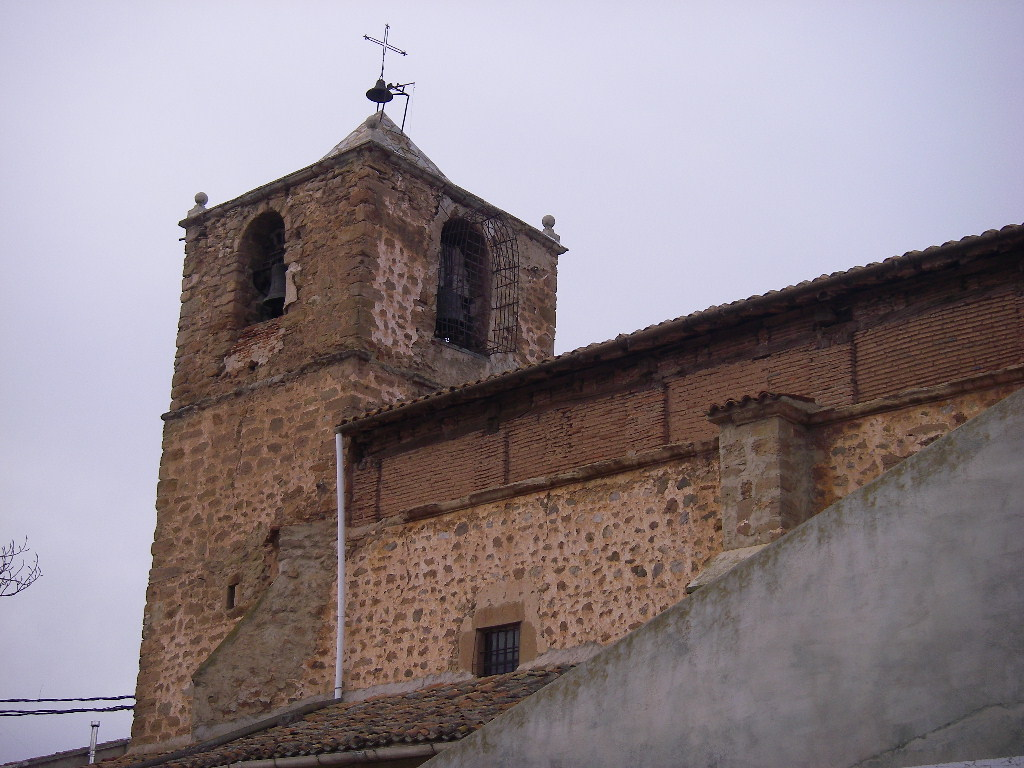
Vista parcial de la iglesia de San Martín.

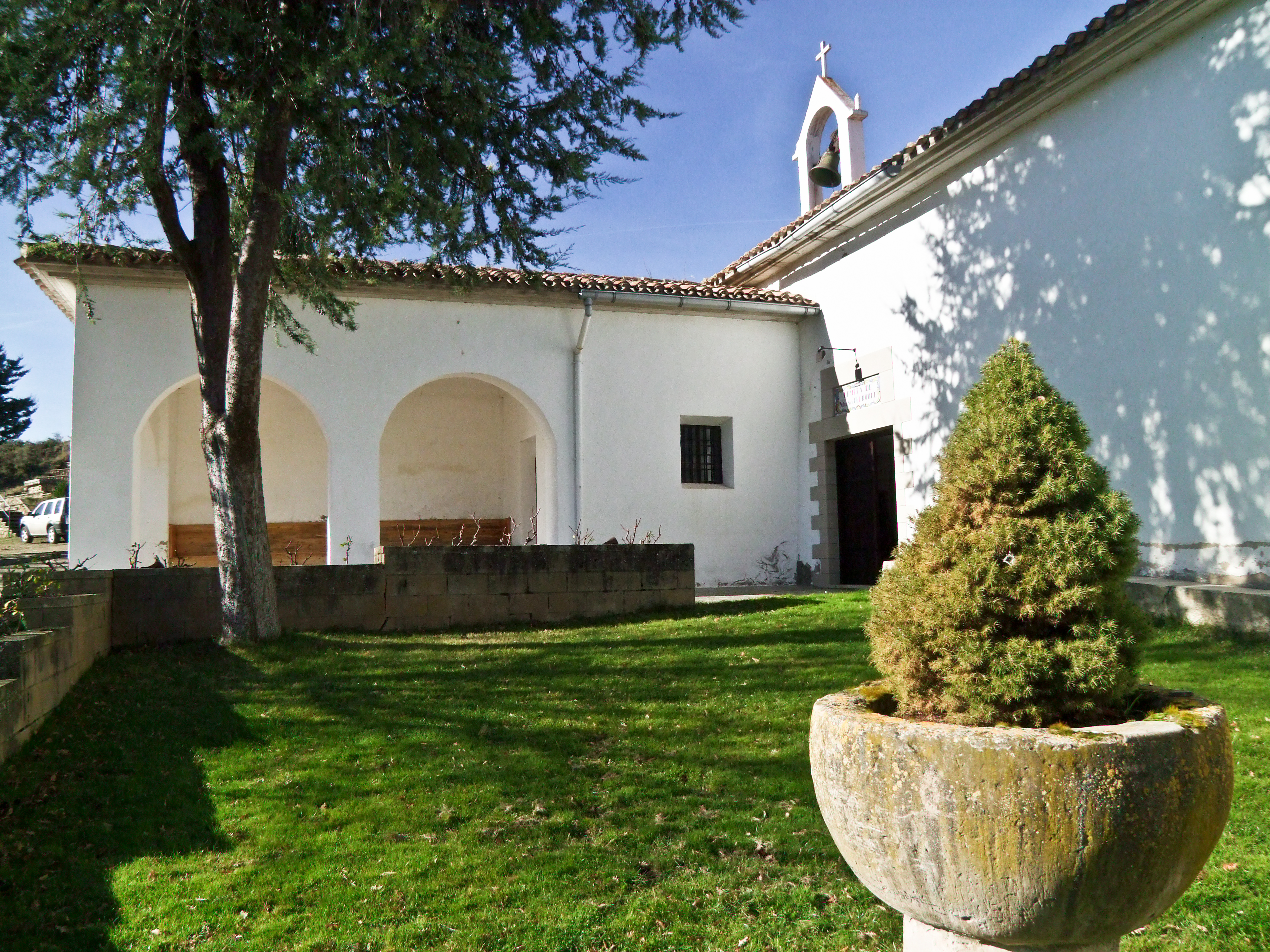
Ermita de la Virgen del Roble.

### Edificios y monumentos
- Iglesia de San Martín de estilo renacentista. Fue construida en la primera mitad del siglo XVI en mampostería y sillería. La torre y la sacristía son del siglo XVII. En su interior destaca el retablo mayor de estilo romanista, realizado cerca de 1572 por Juan Fernández de Vallejo.
- Ermita de la Virgen del Roble. Siglos XVI al XVIII.
- Ermita de la Hermedaña, en ruinas, donde se descubrió un horno romano.
- Belén Mécanico.
- Monumento a Don Juan Calvo Estefanía, en la plaza del pueblo, está dedicada al artífice de la segregación de Sorzano dentro de la villa de Nalda.

### Otros lugares de interés
- Fuente del Prado.
- Embalse la Caparra.
- Chopo Milenario en la plaza del pueblo
- Sierra de Moncalvillo
- Barranco de los infiernos.

## Fiestas locales
- El jueves central de la cuaresma, se celebra una antigua tradición denominada Las Viejas, en la cual los niños recorren las calles con zurrones, recogiendo caramelos y frutas que les lanzan las abuelas.
- Procesión de las cien doncellas. El tercer domingo de mayo las jóvenes de Sorzano y de las localidades vecinas recorren el camino entre el pueblo y la ermita de la Virgen del Roble ataviadas con vestidos blancos, portando flores y ramas de acebo.Y unos zancos les acompaña. Este acto conmemora el antiguo tributo al califa de Córdoba hasta la victoria frente a los musulmanes de Ramiro I de Asturias en la Batalla de Clavijo.
- Antiguamente el último domingo de abril se realizaba una romería a la ermita de La Hermedaña.
- 15 de mayo San Isidro.
- 8 de septiembre fiestas de la Virgen del Roble. Actualmente la fiesta se traslada al fin de semana.
- 11 de noviembre fiestas del patrón San Martín.